# 3686 Antoku
3686 Antoku је астероид главног астероидног појаса. Приближан пречник астероида је 16,88 ,
а средња удаљеност астероида од Сунца износи 2,739 астрономских јединица (АЈ).
Инклинација (нагиб) орбите у односу на раван еклиптике је 5,713 степени, а орбитални период износи 1656,082 дана (4,534 године). Ексцентрицитет орбите астероида износи 0,149.
Апсолутна магнитуда астероида износи 12,40 а геометријски албедо 0,068.
Астероид је откривен 3. марта 1987. године.